# Каспийский 148-й пехотный полк
148-й пехотный Каспийский полк — пехотная воинская часть Русской императорской армии.

## История
Полк был сформирован 13 октября 1863 года из 4-го резервного и бессрочно-отпускных 5-го и 6-го батальонов Одесского пехотного полка; с 25.03.1864 г. — 148-й пехотный Каспийский полк, с 05.06.1915 г. — 148-й пехотный Каспийский Её Императорского Высочества Великой Княжны Анастасии Николаевны полк.

## Знаки отличия
Отличия за русско-японскую войну пожалованы 6.01.1907 г.

## Знаки различия
| Описание     | Знаки различия по состоянию 1904—1909 гг. | Знаки различия по состоянию 1904—1909 гг. | Знаки различия по состоянию 1904—1909 гг. | Знаки различия по состоянию 1904—1909 гг. | Знаки различия по состоянию 1904—1909 гг. | Знаки различия по состоянию 1904—1909 гг. | Знаки различия по состоянию 1904—1909 гг. | Знаки различия по состоянию 1904—1909 гг. |
| погоны       |                                           |                                           |                                           |                                           |                                           |                                           |                                           |                                           |
| ------------ | ----------------------------------------- | ----------------------------------------- | ----------------------------------------- | ----------------------------------------- | ----------------------------------------- | ----------------------------------------- | ----------------------------------------- | ----------------------------------------- |
| Классный чин | полковник                                 | подполковник                              | Капитан                                   | штабс-капитан                             | поручик                                   | подпоручик                                | прапорщик                                 |                                           |
| Группа       | штаб-офицеры                              | штаб-офицеры                              | штаб-офицеры                              | обер-офицеры                              | обер-офицеры                              | обер-офицеры                              | обер-офицеры                              |                                           |

## Шефы
- 05.06.1915 — хх.03.1917 — великая княжна Анастасия Николаевна

## Командиры
- 11.11.1863 — 08.03.1866 — полковник Меньшов, Евгений Михайлович
- 08.03.1866 — 30.10.1872 — полковник Богацевич, Максим Пантелеймонович
- 30.10.1872 — 24.07.1879 — полковник Тилло, Алексей Андреевич
- 14.08.1879 — 13.05.1884 — полковник Воинов, Фёдор Моисеевич
- 17.05.1884 — 01.11.1887 — полковник Без-Корнилович, Николай Михайлович
- 11.11.1887 — 22.11.1893 — полковник Чекмарев, Андрей Иванович
- 22.11.1893 — 31.10.1899 — полковник граф Адлерберг, Александр Александрович
- 31.10.1899 — 10.06.1903 — полковник барон фон Таубе, Фёдор Фёдорович
- 24.06.1903 — 17.07.1903 — полковник Гершельман, Дмитрий Константинович
- 19.07.1903 — 01.10.1904 — полковник фон Фрейман, Эдуард Рудольфович
- 01.10.1904 — 10.03.1912 — полковник Кордюков, Павел Алексеевич
- 10.03.1912 — 31.12.1913 — полковник Шильдбах, Константин Константинович
- 08.03.1914 — 04.11.1914 — полковник Искрицкий, Евгений Андреевич
- 04.11.1914 — 20.12.1914 — полковник Рыльский, Константин Иосифович
- 20.04.1915 — 01.10.1915 — полковник Колюбакин, Владимир Николаевич
- 01.10.1915 — 14.12.1916 — полковник (с 22.09.1916 генерал-майор) фон Нерике, Александр Карлович
- 03.02.1917 — 30.09.1917 — полковник Смирнов, Иван Павлович
- 08.10.1917 — хх.10.1917 — полковник Гиттис, Владимир Михайлович
- 23.10.1917— хх.хх.хххх — полковник Солодягин, Николай Александрович
- 11.11.1917 — 1918 — полковник Гиттис, Владимир Михайлович (выборный командир)

## Известные люди, служившие в полку
- Волков, Фёдор Андреевич — советский генерал-лейтенант, Герой Советского Союза, воевал унтер-офицером в полку в 1916—1917 годах.
- Макуха, Алексей Данилович — полный кавалер георгиевского креста (все степени пожалованы сразу).
- Надсон, Семён Яковлевич — поэт (в 1882—1884).
- Лебедев, Фёдор Иванович — поручик, полный георгиевский кавалер, Владимира 4 степени, Анны 4 степени, Станислава 4 степени - годы Первой мировой войны